# Ram pickup
Ram Pickup (раніше — Dodge Ram) — повнорозмірний пікап, що випускається автоконцерном Chrysler під брендом Ram Trucks (до 2011 року під брендом Dodge).
Тип корпусу — рамний, вантажний. Підвіска — змішана (передня — торсіонна, задня — листова ресора), або передня — пружинна на моделях третього покоління і повністю пружинна на моделях четвертого покоління. Тип приводу — підключається повний привід або тільки задній.
Один з нечисленних представників повнорозмірних пікапів, виробляються на заводах США та Мексики. Дебютував у 1981 році. Виробляється до цього дня. Основна лінійка випускаються модифікацій пікапа представлена трьома моделями — Dodge Ram 1500/2500/3500 (до 1994 року — 100/150/250/350). Градація проводиться відповідно до вантажопідйомністю транспортного засобу в фунтах. Історично для повнорозмірних пікапів це — три чверті тонни, тонна й півтори тонни (реальна вантажопідйомність зростає з кожним поколінням). З 2008 року лінійка пікапів була продовжена в лінії повноцінних вантажних автомобілів Dodge Ram, випущені вантажівки 4500/5500.
В Україну офіційно поставляється у версії Ram 1500 з початку 2011 року.

## Перше покоління (D/W) (1981—1993)

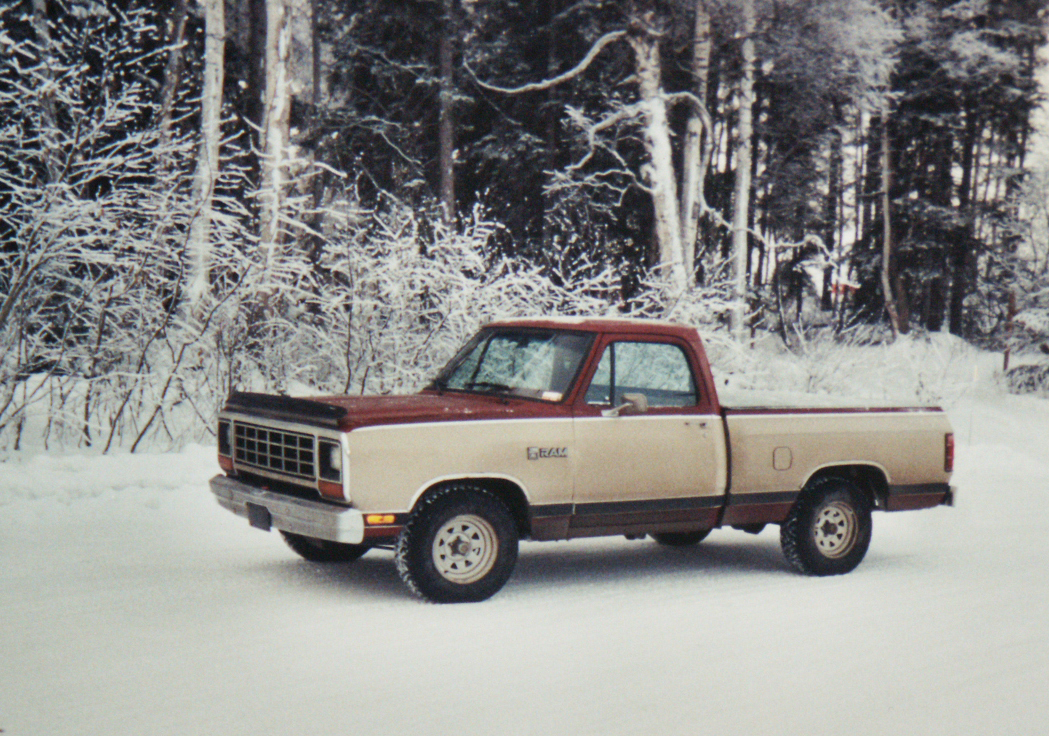
Dodge Ram D150 1983

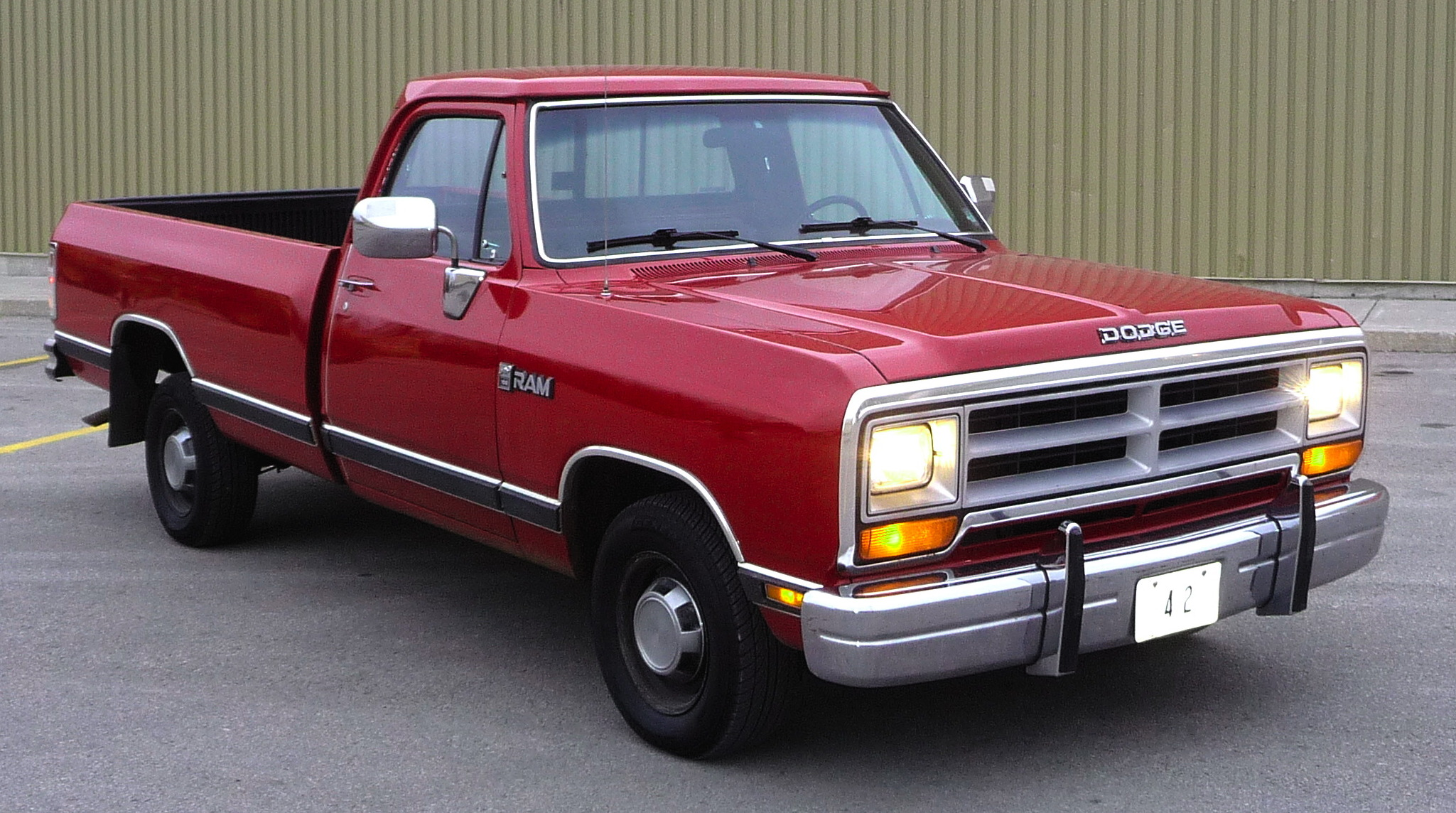
Dodge Ram D100 1989

Перше покоління пікапів Dodge Ram було представлено в 1981 році. Виробник дотримувався позначення «D» для задньопривідних і «W» для повнопривідних версій автомобіля. Аналогічно пікапам марки Ford, індекс вантажопідйомності визначався одним з чисел — 150 (1/2 тонни), 250 (3/4 тонни) і 350 (1 тонна) у назві конкретної модифікації.
З точки зору зовнішнього вигляду, перша модель Ram'а представляла фейсліфтінг попереднього покоління пікапів марки Dodge, яка носила позначення D-Series і випускалася з 1972 року. Нову модель характеризували збільшені задні ліхтарі, одинарні квадратні фари і класичний незграбний дизайн кузова. Крім цього, був повністю перероблений інтер'єр, включаючи сидіння і приладову панель.
D/W Ram комплектувався одним з трьох можливих двигунів: Slant-6, об'ємом 3.7 літра, V8, об'ємом 5.2 літра і V8, об'ємом 5.9 літра. На кожен з двигунів встановлювалося декілька різних моделей карбюраторів.
В 1984 році до модифікацій пікапа додалася версія з вантажним індексом 100. Вона позиціонувалася, як автомобіль для тих, кому необхідно перевозити об'ємні вантажі, але не в повсякденному режимі. Згодом, в 1990 році ця модель була знята з виробництва через вихід на ринок і початок успішних продажів пікапа Dodge Dakota.

### Моделі і параметри двигунів
| Роки      | Двигун                          | Потужність         | Момент (Нм) |
| --------- | ------------------------------- | ------------------ | ----------- |
| 1981-1987 | 3.7 L Slant-6 I6                | 152 к.с. (71 кВт)  |             |
| 1981-1987 | 5.2 L LA V8                     | 125 к.с. (104 кВт) | 250         |
| 1981-1988 | 5.7 L LA V8                     | 170 к.с. (127 кВт) | 270         |
| 1988-1991 | 5.9 L LA V8                     | 140 к.с. (104 кВт) | 260         |
| 1989-1991 | 3.9 L LA V6                     | 125 к.с. (93 кВт)  | 195         |
| 1989-1992 | 5.9 L LA V8                     | 190 к.с. (142 кВт) | 140         |
| 1989-1993 | 5.9 L Chrysler LA engine gas V8 | 160 к.с. (117 кВт) |             |
| 1992-1993 | 5.2 L Magnum V8                 | 235 к.с. (172 кВт) | 140         |
| 1993      | 5.6 L Magnum V8                 | 230 к.с. (172 кВт) | 335         |

## Друге покоління (BR/BE) (1994—2002)

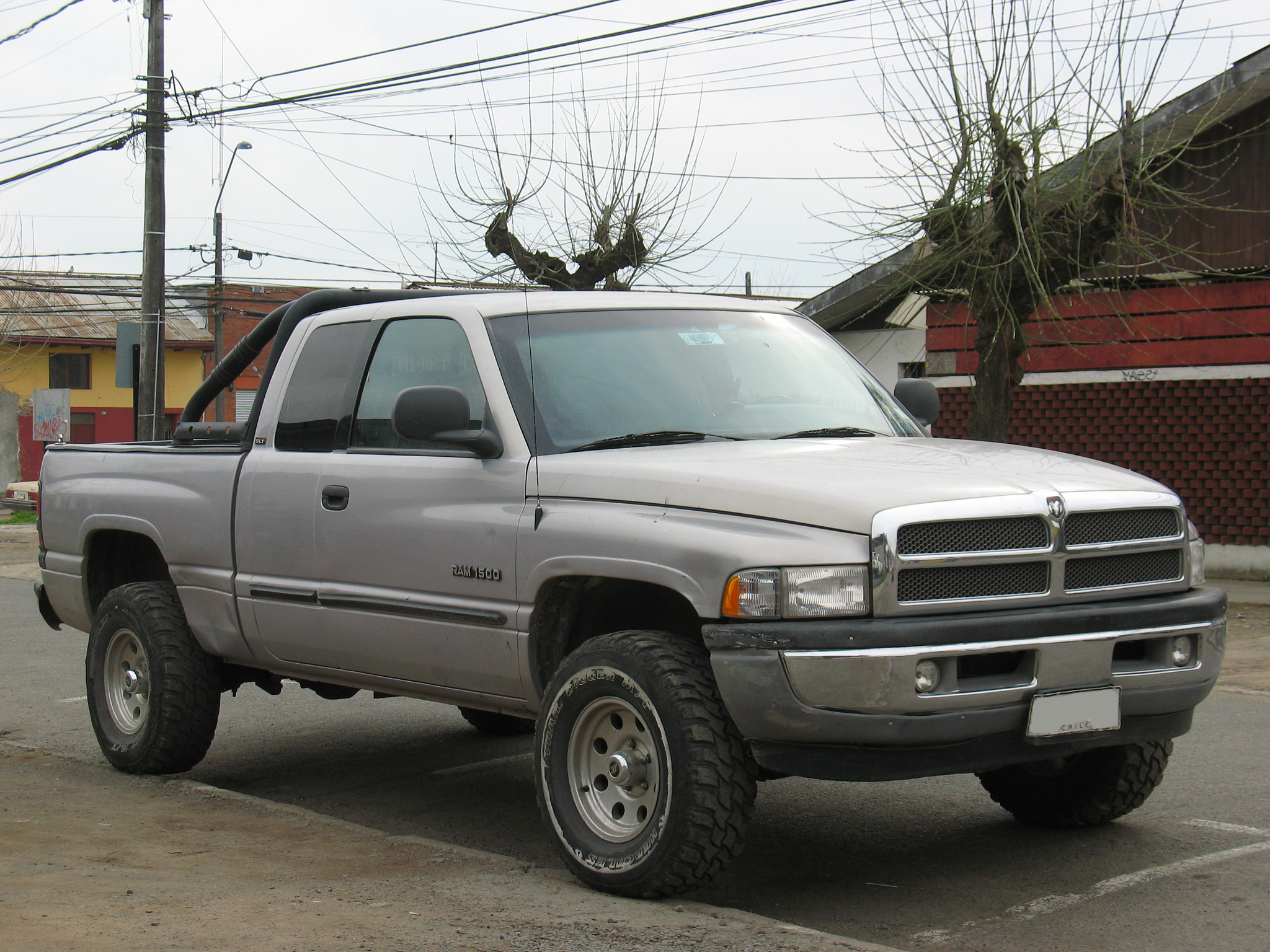
Dodge Ram 1500 (1994—2001)

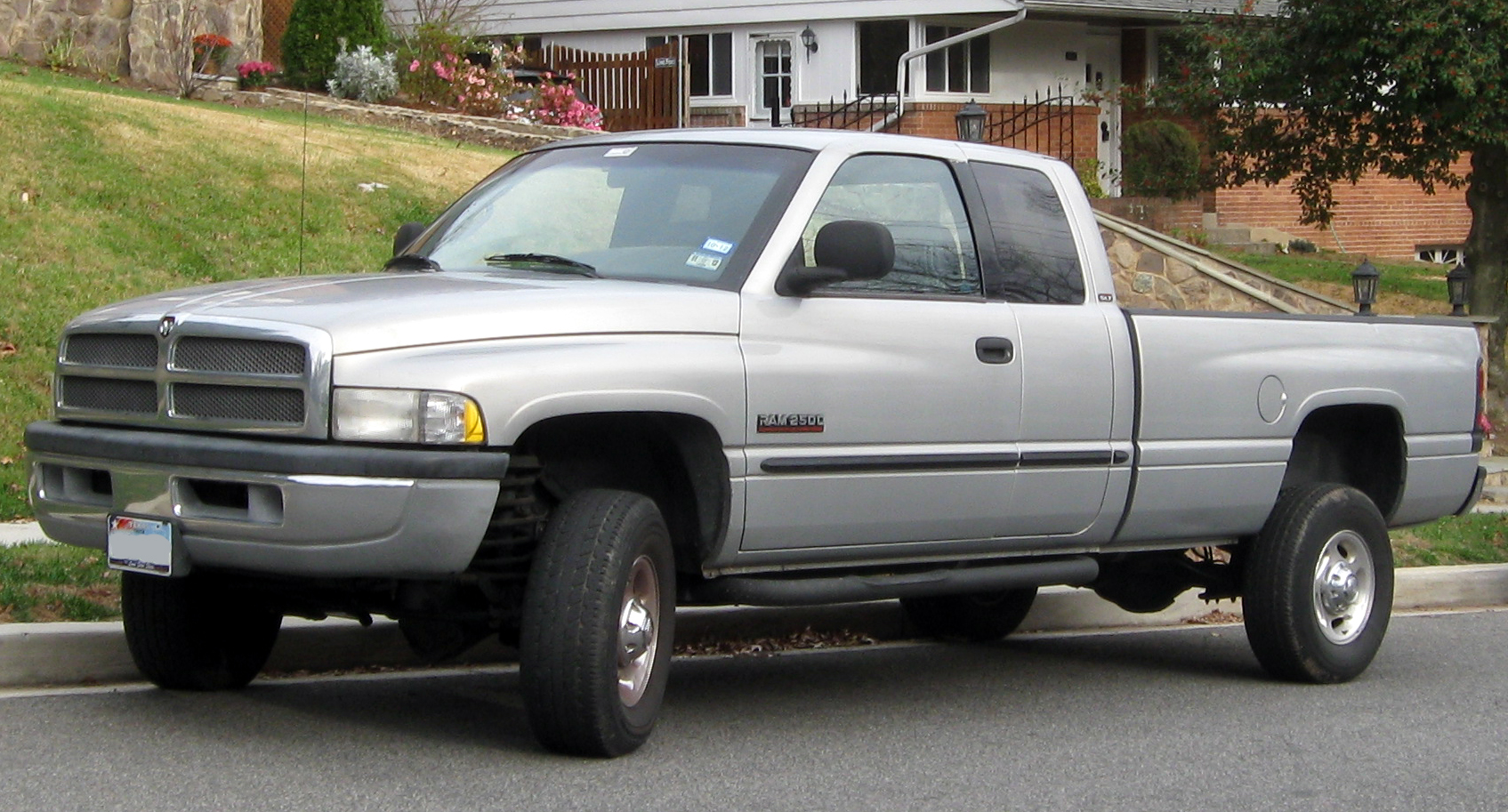
Dodge Ram 2500 (1994—2001)

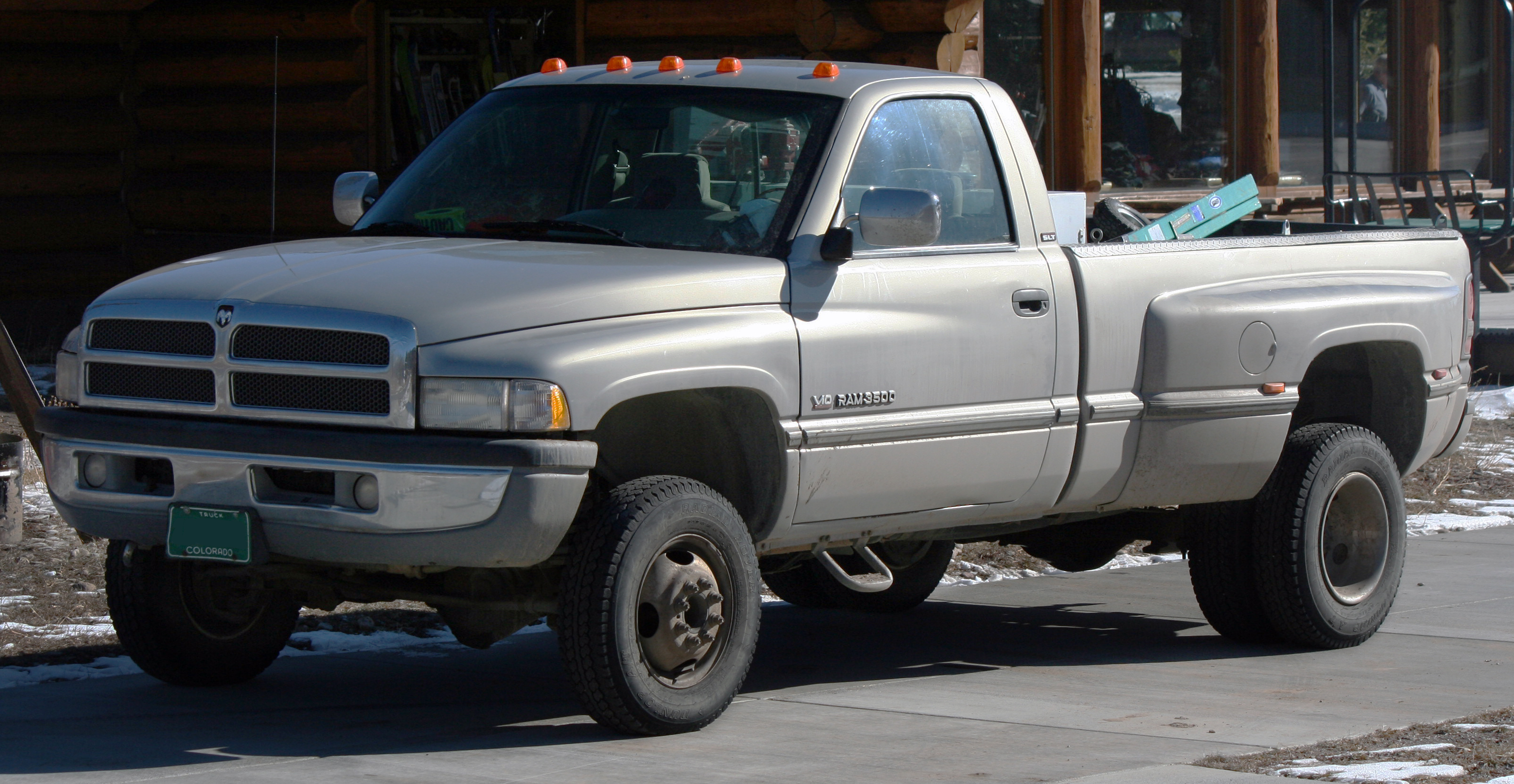
Dodge Ram V10 3500 (1994—2001)

В 1994 році лінійка пікапів Dodge RAM зазнала серйозних змін, які стосувалися всього: від зовнішнього вигляду, до ключових технічних вузлів. Аналіз побажань покупців демонстрував їх прагнення зробити автомобіль зовні схожим на справжню вантажівку. У результаті, нова модель придбала збільшені розміри, величезну решітку радіатора і свій власний імідж, більше не схожий на аналогічні автомобілі марок Chevrolet і Ford.
Індекс вантажопідйомності став чотиризначним, тепер вантажопідйомність стала позначатися як 1500, 2500 і 3500 (така нумерація діє і досі). Модифікація 3500 оснащувалася здвоєними колесами заднього моста, а для 2500 існували два варіанти: Heavy Duty і Light Duty. Перша з них також комплектувалася здвоєними колесами задньої осі. Кожна з модифікацій пропонувалася як у задньопривідному, так і в повнопривідному виконанні.
Новий RAM комплектувався такими бензиновими двигунами: 3.9L V6, 5.2l V8, 5.9L V8 і турбо-дизелем Cummins. Крім цього, до лінійки незабаром був доданий двигун 8.0L V10, який позиціонувався, як вибір для тих, хто потребує високих потужностних характеристиках, але не бажає зв'язуватися з дизельним мотором, які досі не дуже популярні в США. Двигун V10 і дизель Cummins встановлювалися на пікапи з індексом вантажопідйомності 2500 і вище.
Модель 1994 року продемонструвала успішний продаж за всі роки свого існування, пік яких припав на 1999 рік, коли було реалізовано понад 400 000 автомобілів. Проте після оновлення модельного ряду пікапів Chevrolet в 1999 році продажу дещо знизилися.
У 2002 році був анонсований новий Dodge RAM 1500 і навіть тоді, як почалося його виробництво, модифікації 2500 і 3500 продовжували випускатися в старому кузові аж до 2003 модельного року. Це було пов'язано з тим, що очікувався вихід нового двигуна 5.7L V8 HEMI на зміну популярного 5.9L V8.
Існували також вантажівки середньої вантажопідйомності Ram, які виготовлялися та продавалися в Мексиці.

### Моделі і параметри двигунів
| Роки      | Двигун                          | Потужність         | Момент (Нм) |
| --------- | ------------------------------- | ------------------ | ----------- |
| 1994—2001 | 3.9 L Magnum V6                 | 175 к.с. (127 кВт) | 220-225     |
| 1994—2001 | 5.2 L Magnum V8                 | 220 к.с. (131 кВт) | 300         |
| 1994—1997 | 5.9 L Magnum V8                 | 230 к.с. (142 кВт) | 330         |
| 1994—1995 | 5.9 L Magnum 12 Valve Diesel I6 | 300 к.с. (224 кВт) |             |
| 1994—2001 | 8.0 L Ram Tough V10             | 450 к.с. (330 кВт) | 712         |
| 1998—2001 | 5.9 L Magnum V8                 | 250 к.с. (172 кВт) | 345         |

## Третє покоління (DR/DH/D1/DC/DM) (2002—2009)

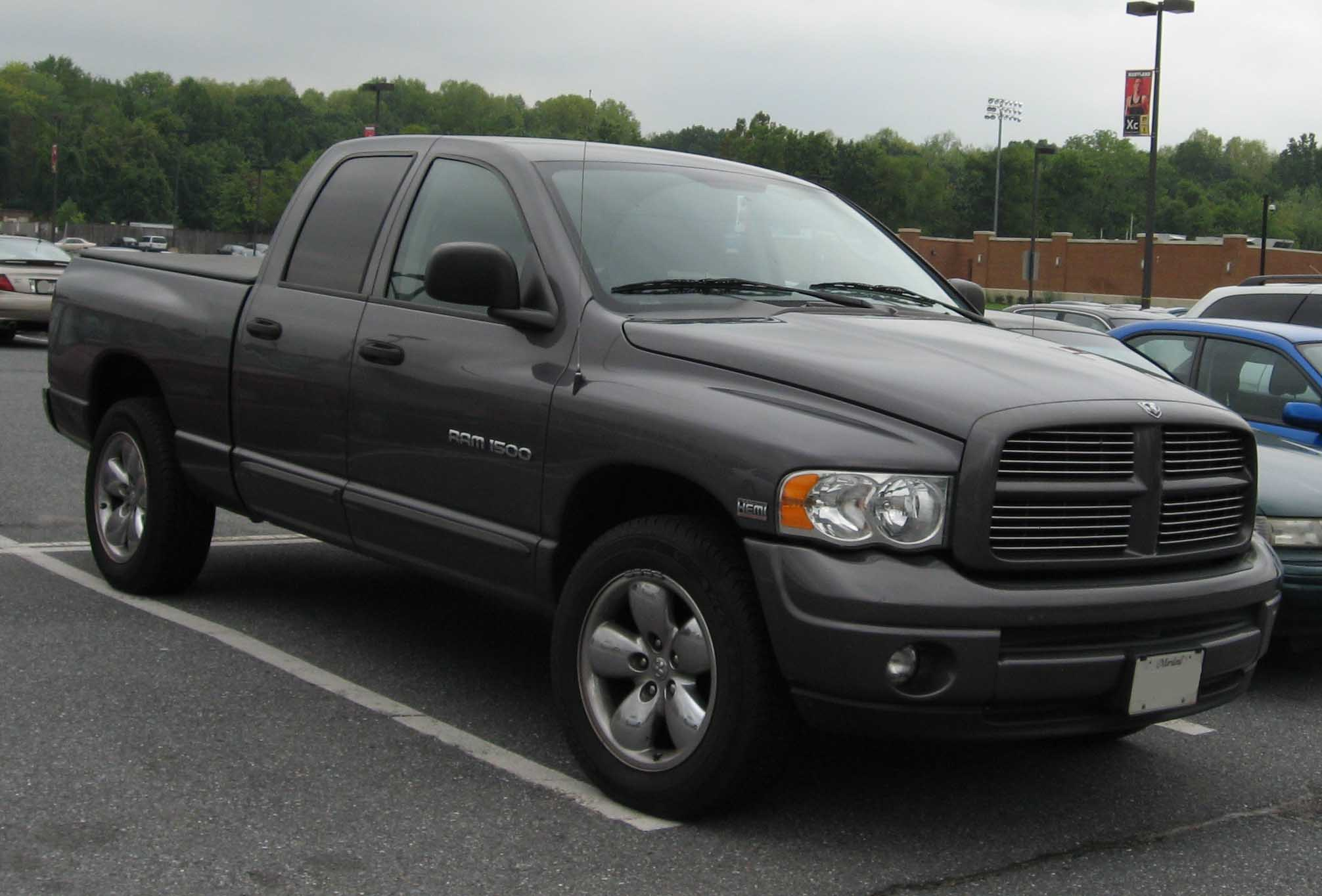
Dodge Ram 1500 (2002—2005)

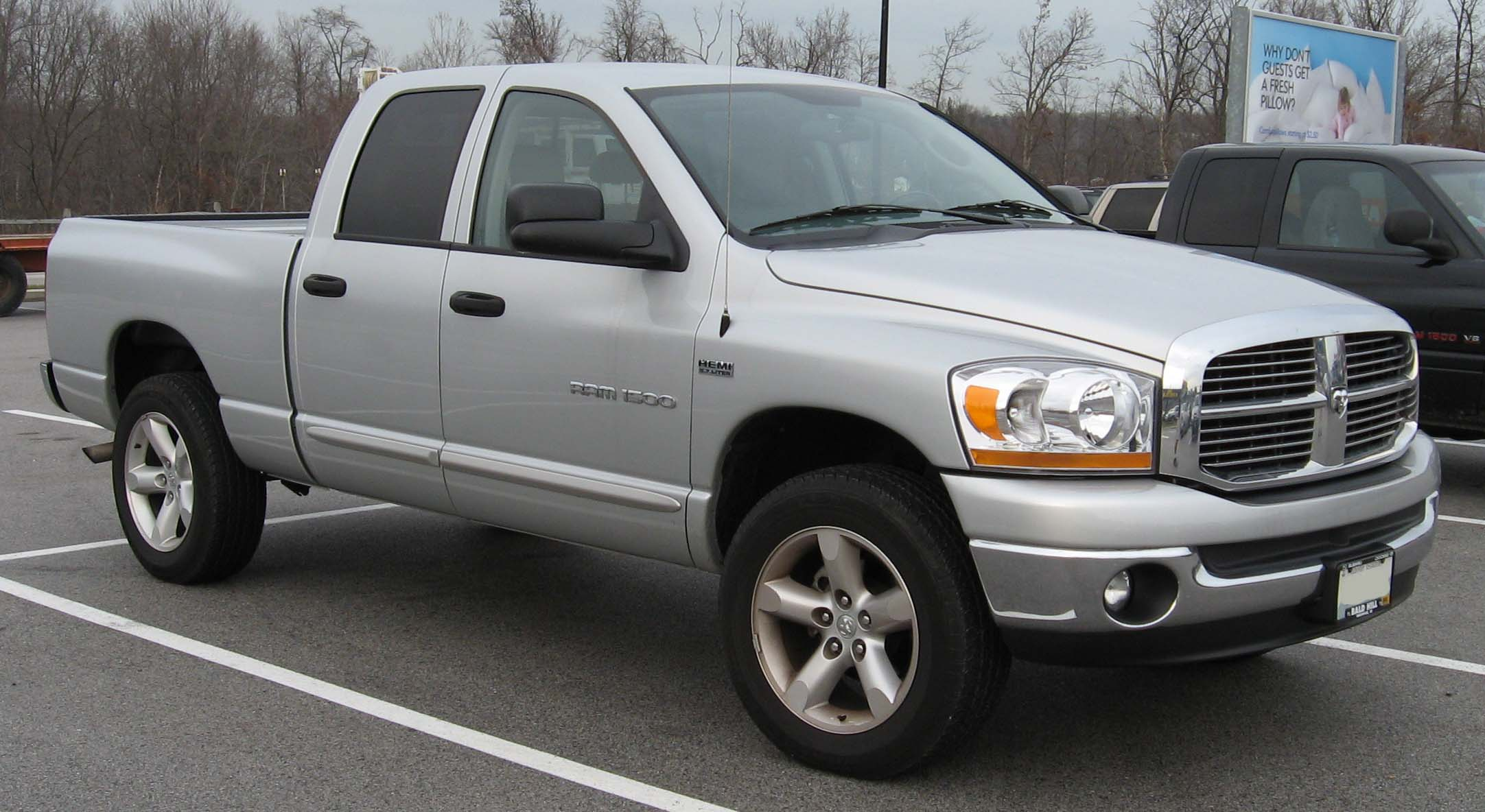
Dodge Ram 1500 після фейсліфтінгу (2006—2009)

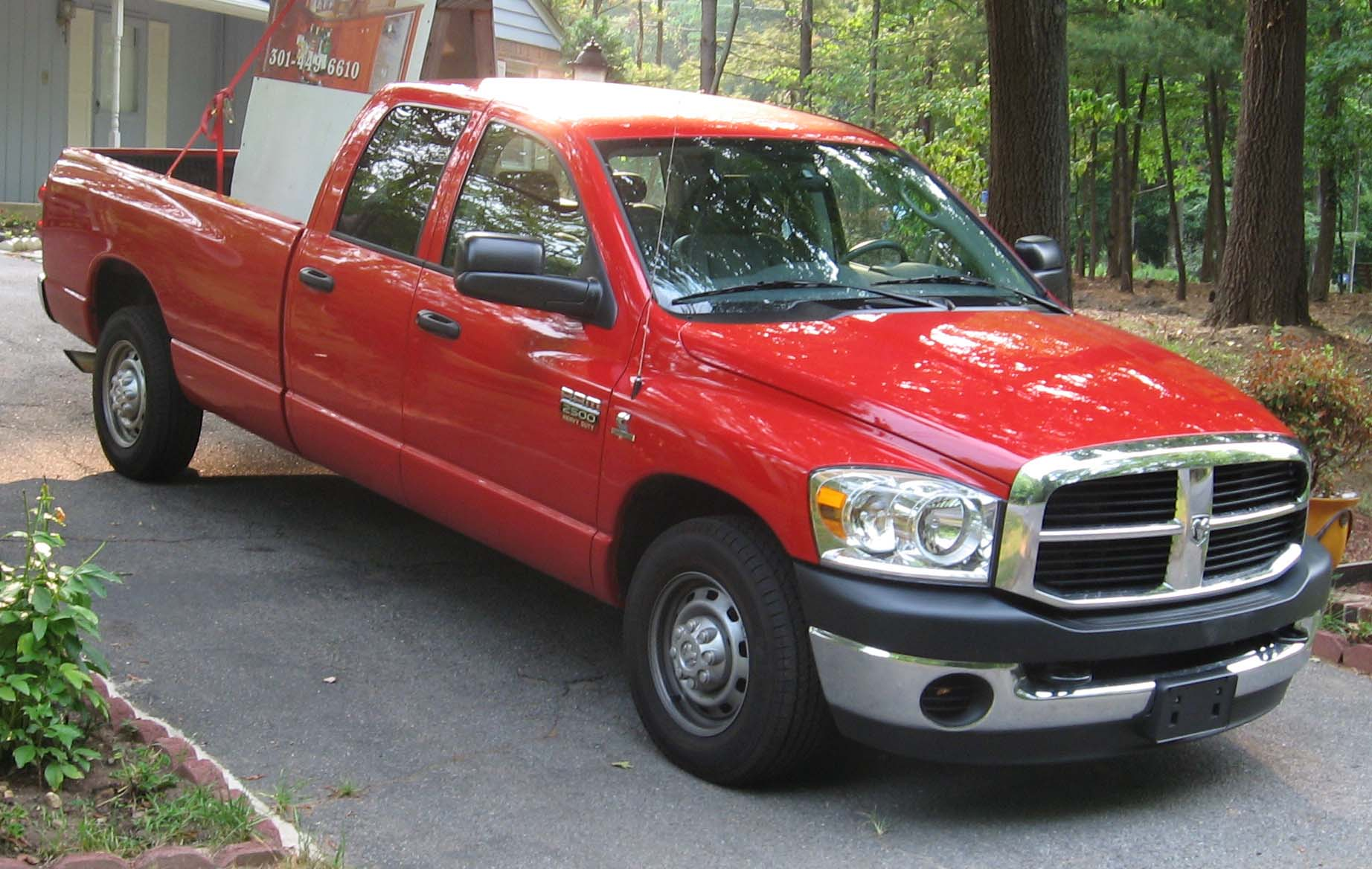
Dodge Ram 2500

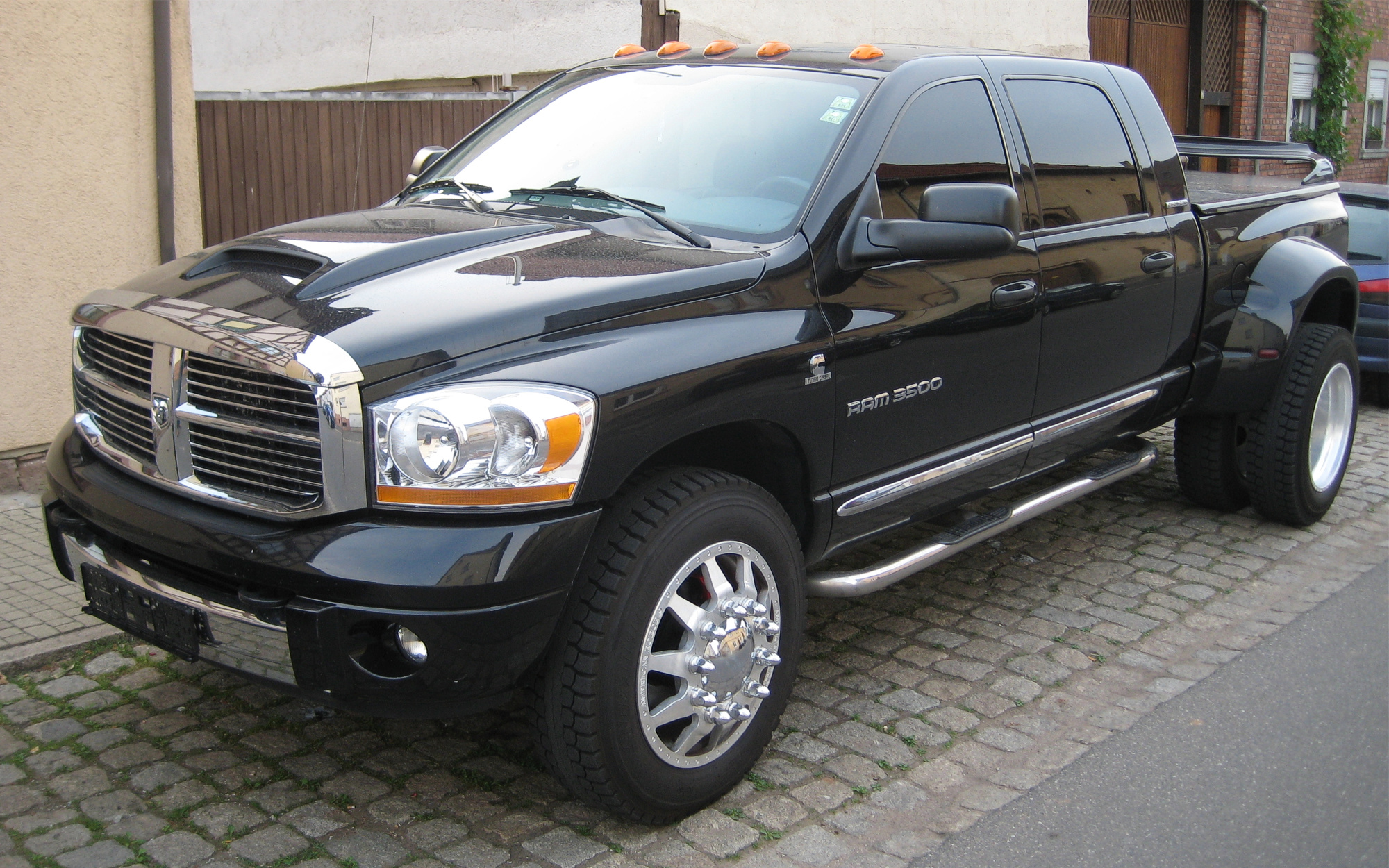
Dodge Ram 3500 4x4

Додж Рам третього покоління випускався з 2002 по 2008 роки (моделі 2500 і 3500 — з 2003 по 2009 модельні роки). Моделі з кабіною для екіпажу для цього покоління фактично були вантажівками Quad Cab із задніми дверима зі звичайним відкриванням. Повнопривідні легкі вантажівки (серія 1500) видаляють балкові осі на користь незалежної передньої підвіски, але серій 2500 і 3500 зберігаються ведучі осі для максимальної довговічності та міцності; задньопривідні вантажівки 2500 і 3500 мали ексклюзивне для свого класу рейкове рульове управління для своєї незалежної передньої підвіски (1500 також вперше отримав рейкове рульове управління). Цей стиль кузова багато в чому запозичений з попереднього покоління.
Як і на попередніх моделей, випускалися модифікації з повним приводом (жорстко підключається передній привід) і тільки заднім приводом.
Роздавальна коробка у більшості машин, що випускаються — механічна (вона також вважається надійнішою в експлуатації), але є комплектація і з електроуправлінням. Положення перемикача — 4wd понижена/нейтраль/2wd/4wd підвищена. Підключення передніх коліс (4wd hi) проводиться на ходу. Через конструктивної особливості реалізації повного приводу за допомогою жорсткого підключення передньої осі, не рекомендується використовувати його на покритті з гарним зчепленням.
Автоматична коробка перемикання передач 45RFE встановлювалася на моделі до фейсліфтінгу, після встановлювалася 5-ступінчаста і 545RFE. Є можливість обмежити верхню передачу коробки будь-яким доступним числом. На дизельні та вантажні моделі ставилися інші, посилені АКПП, зокрема 68RFE. Крім них встановлювалися також АКПП — 46RE/47RE/48RE
Встановлювана лінійка двигунів наведена у зведеному картці моделі справа. Найбільшу популярність мають двигуни 4.7 Magnum і 5.7 HEMI з бензинових і 5.9 Cummins з дизельних.
Стандартні комплектації: ST, SLT, SLT Laramie. Довжина кузова: 6.5 або 8 футів (1,97 / 2,43 м).
У 2006 році була представлена оновлена версія Dodge Ram. У цілому, її можна охарактеризувати як фейсліфтінг попередньої, змінилися: фари, задні ліхтарі і салон. З'явилася версія кабіни Mega Cab, яка поєднує двометровий (6-ти футовий) кузов і додаткові 20 дюймів довжини кабіни, які дозволяють з комфортом розташуватися трьом пасажирам на задньому дивані, відрегулювати нахил спинки. Як опція тепер пропонується система навігації, а передні фари доопрацьовані з метою досягнення кращої ефективності.
Крім цього в 2006 році, базовий двигун V8 5.7 HEMI на оновлених пікапах з індексом 1500 замінений на нову його модифікацію, з системою відключення циліндрів, яка встановлюється на седани Chrysler / Dodge. Цей двигун дозволяє економити пальне при їзді, як у місті, так і по трасі. Пізніше цей же фейсліфтінг торкнувся і моделей 2500/3500.
У 2007 році Chrysler анонсував випуск нових модифікацій важких моделей пікапів 2008 року з вантажними індексами 4500 (повна маса 7500 кг) і 5500 (повна маса 8800 кг). Комплектуються дизельними двигунами Cummins 6.7 л. Машини надійшли у продаж з комплектацією кузова — Chassis Cab (шасі), що дозволяє встановлювати на раму будь-який необхідний кузов чи обладнання. Такий же вигляд комплектації кузова-шасі, став доступним і для моделі 3500.
З 2008 році на Dodge RAM 1500 об'ємом двигуна 4.7 стали встановлювати оновлену версію ДВС потужністю 313 к.с.
У традиціях Dodge, було випущено багато спец-комплектацій адаптованих для спорту (Rumble Bee, Daytona, Hemi Sport), для бездоріжжя (Power Wagon). Окремо варто згадати версії з гучним звуковим сигналом — проте всі вони випущені в обмеженій кількості.

### Dodge Ram SRT-10

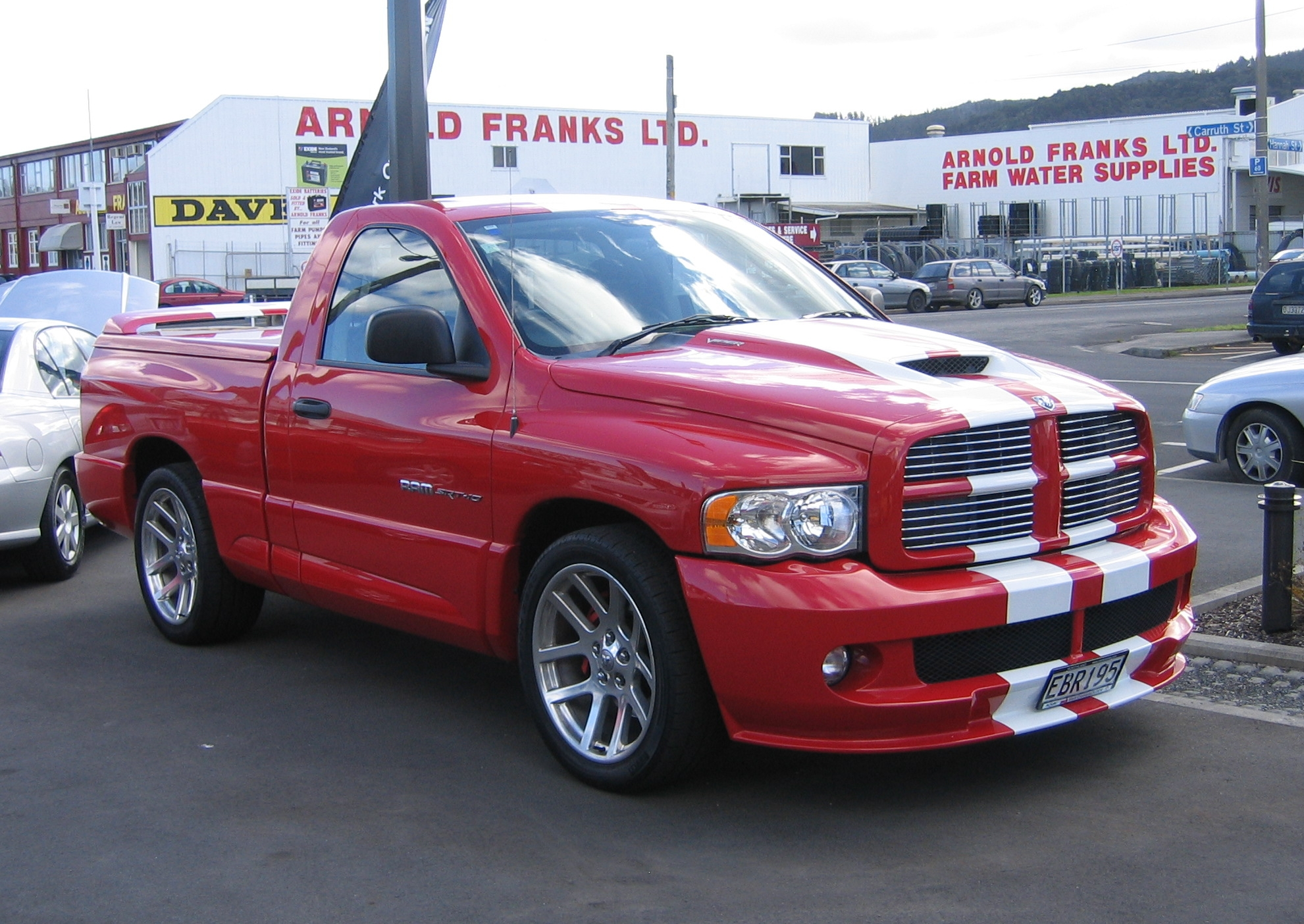
Dodge Ram SRT-10 (2004—2006)

У 2004 році були випущені версії з двигуном V10 від Dodge Viper 8.3 л потужністю 510 к.с. 711 Нм, вони отримали індекс SRT-10. Була випущена версія як з 2-х дверною кабіною, так і з 4-х дверною. На машинах був тільки задній привід і 6-ти ступінчаста МКПП (пізніше була версія і з АКПП). Розгін від 0 до 100 км/год складає 4,9 с.

### Двигуни
- 3.7 л PowerTech V6
- 4.7 л PowerTech V8
- 5.7 л Hemi V8
- 5.9 л Magnum V8
- 5.9 л Cummins diesel Р6
- 6.7 л Cummins diesel Р6
- 8.0 л Magnum V10
- 8.3 л Viper V10 510 к.с.

## Четверте покоління (DS/DJ/D2) (2009—2024)

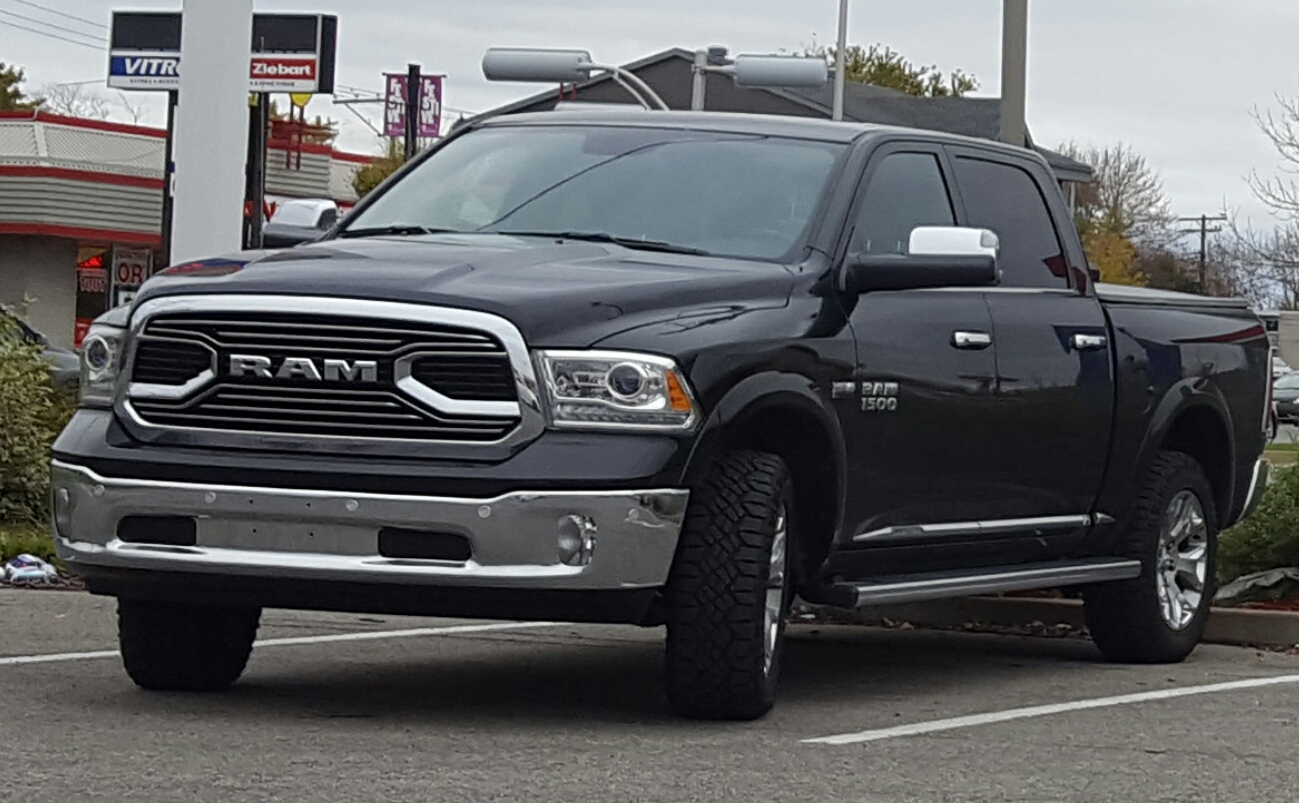
Ram 1500 (з 2016)

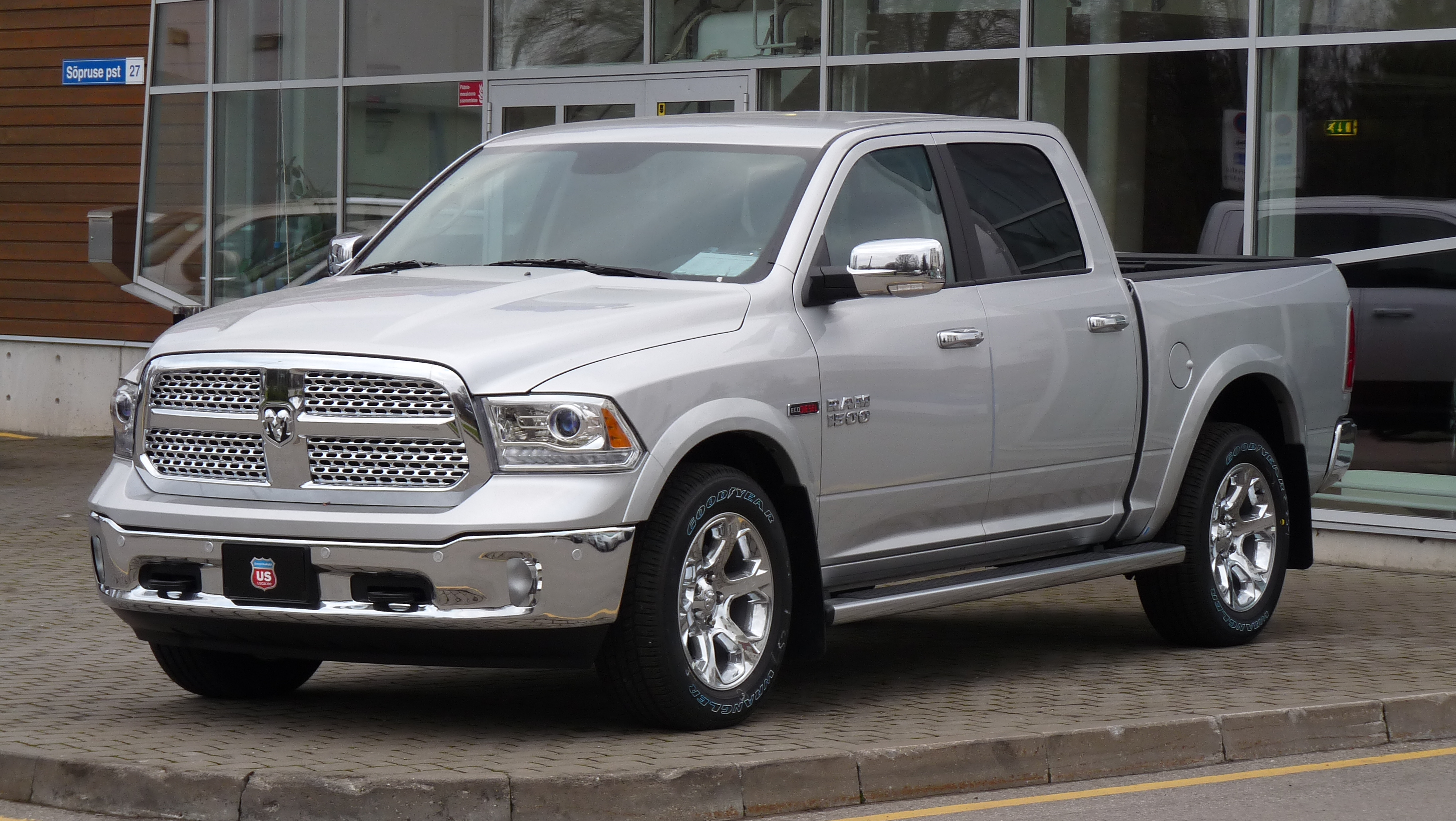
Ram 1500 (2012—2016)

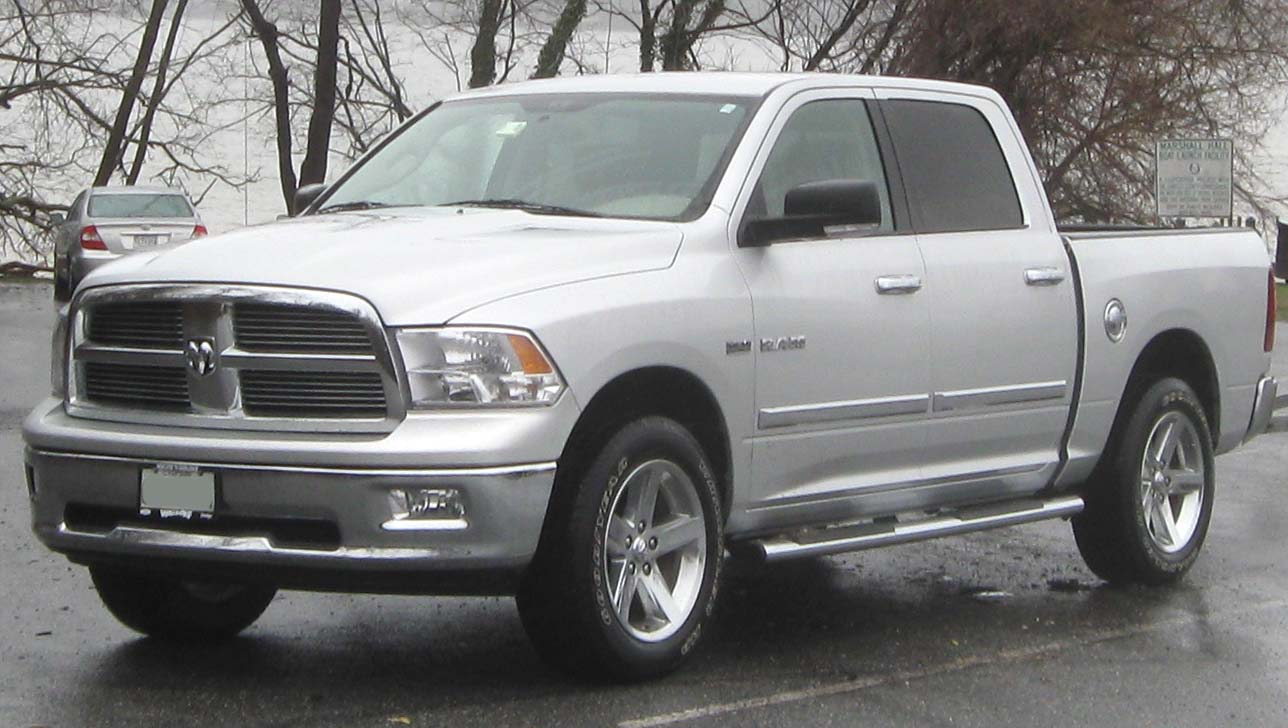
Ram 1500 (2009—2012)

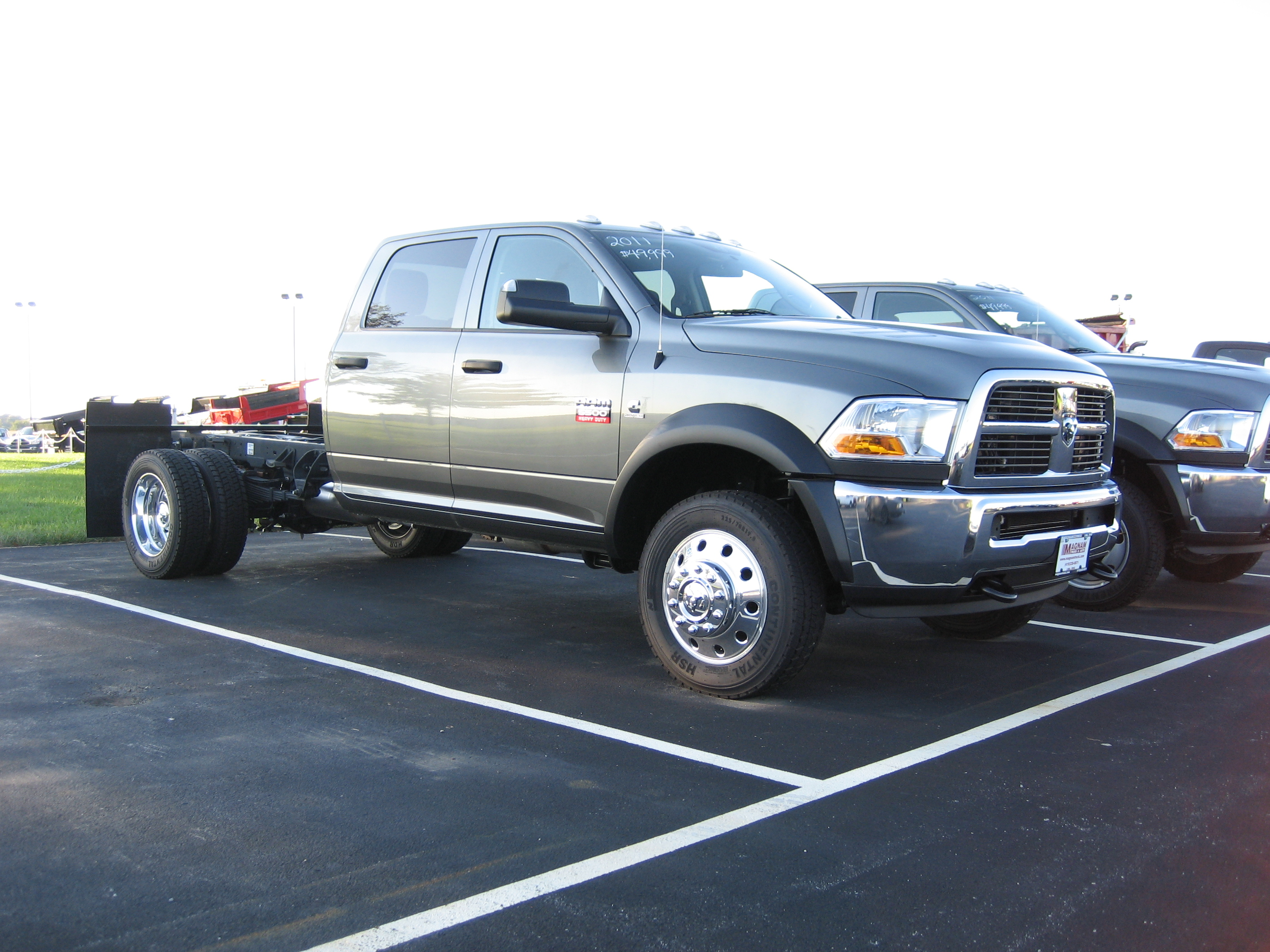
Ram 5500 Tradesman 4x4

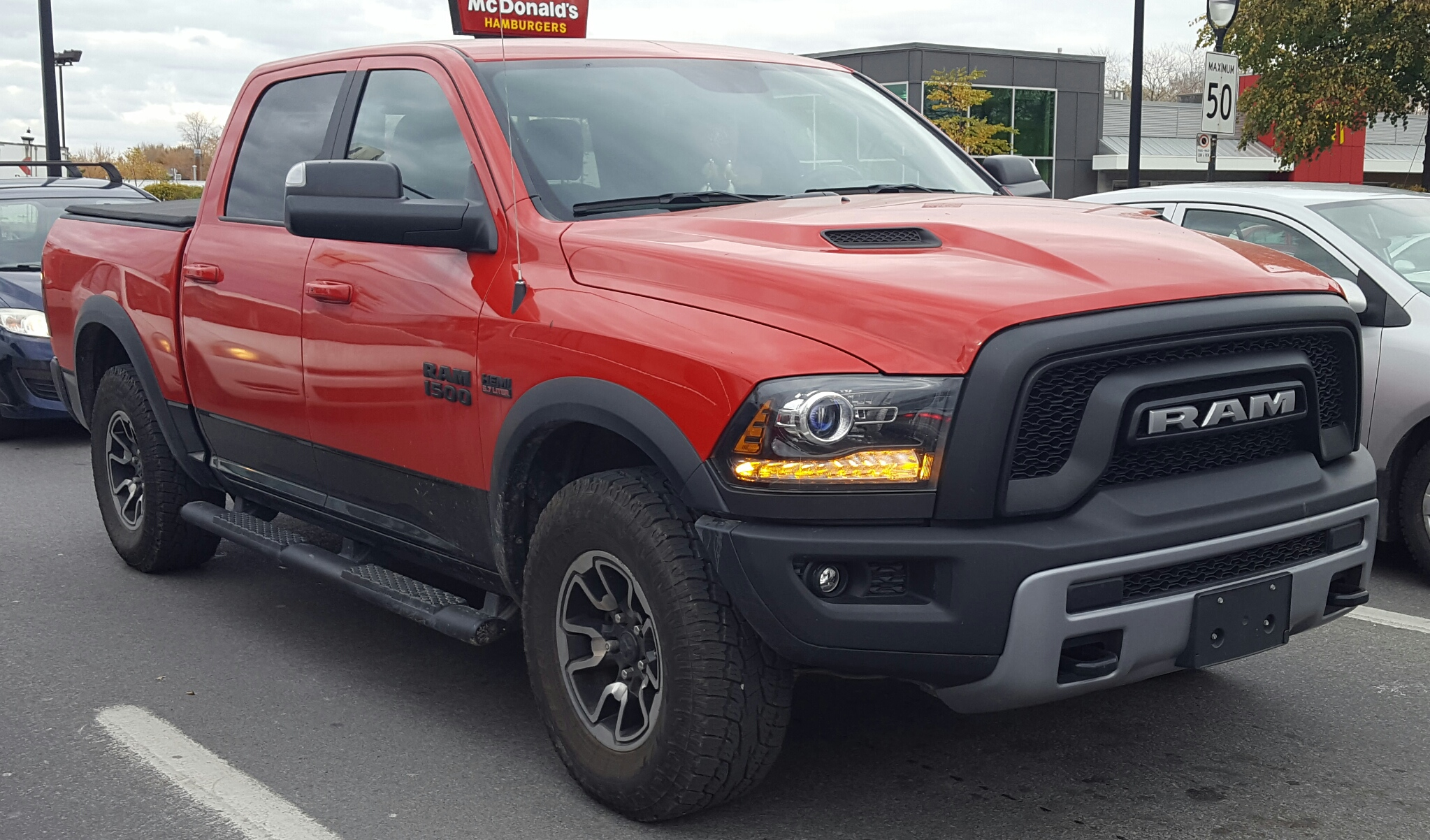
Ram 1500 Rebel

Dodge Ram четвертого покоління дебютував у 2008 році на Північноамериканському міжнародному автосалоні в Детройті.
Новий пікап зробив ще один крок на шляху адаптації вантажного автомобіля для повсякденного використання. З'явилися багажні ніші в задніх крилах, була вдосконалена підвіска, додано блок курсової стійкості і перетворені салон (значно покращилося оздоблення салону, застосований пластик високої якості, замінені прилади підсвічування і регулятори).
Зовнішній вигляд пікапа визначили сучасні тенденції та віяння всередині марки. Як і раніше Ram володіє індивідуальністю.
У модельній лінії Dodge Ram з 2009 року отримали новий вигляд лише версії з індексом вантажопідйомності 1500, з 2010 року (модельного) розпочато випуск — 2500 і 3500.
З 2011 року модель перестала продаватись під брендом Dodge, а отримала назву самостійну Ram 1500/2500/3500/4500/5500.
Ram 1500 2016 року випуску — це повнорозмірний пікап, представлений з кількома варіантами кузова. Стандартна кабіна дводверна тримісна, вантажна платформа на вибір може мати довжину 193 см або 244 см. Розширена кабіна чотиридверна і здатна вмістити до 6 дорослих людей (пропонується тільки з 193 см вантажною платформою). Ram доступний в 11 комплектаціях: Tradesman, Express, HFE, SLT, Big Horn / Lone Star, Outdoorsman, Sport, Rebel, Laramie, Laramie Longhorn і Limited. Модернізована центральна консоль (включаючи розширені можливості підключення телефонів і планшетів), вперше представлена в комплектаціях торішніх версій Laramie Limited і Rebel, увійшла до переліку базового обладнання нового Dodge Ram 2016 року. Також, доступні кілька нових кольорів корпусу, світлодіодне підсвічування всередині вантажного відділення і опціональна складна кришка кузова.

### Ram 1500 Rebel
В січні 2015 року на Детройтському автосалоні представлений Ram 1500 Rebel з двигунами V6 3.6 Pentastar (309 к.с., 365 Нм) і V8 5.7 HEMI (400 к.с., 556 Нм), 8-ст. АКПП, повним приводом, блокуванням заднього диференціалу, масивними колісними дисками з зубастими шинами Goodyear, додатковим захистом тощо.
В 2017 році представлений Ram 1500 Rebel з подібним на 1500 Rebel оснащенням, виглядом і двигуном 6.4 л HEMI V8 410 к.с.

### Двигуни
Ram 1500
- 3.7 л PowerTech V6 215 к.с.
- 3.6 л Pentastar V6 305 к.с.
- 4.7 л PowerTech V8 310 к.с.
- 5.7 л HEMI V8 390—395 к.с.
- 6.4 л HEMI V8 410 к.с.
- 3.0 л Eco-diesel V6 240 к.с.

Ram 2500/3500
- 5.7 л HEMI V8 383 к.с.
- 6.4 л HEMI V8 410 к.с.
- 6.7 л Cummins Turbo-diesel Р6 350—390 к.с., 1261 Нм

Ram 4500/5500 Tradesman
- 6.4 л HEMI V8 410 к.с.
- 6.7 л Cummins Turbo-diesel Р6 350—390 к.с., 1261 Нм

## П'яте покоління (DT) (з 2018)

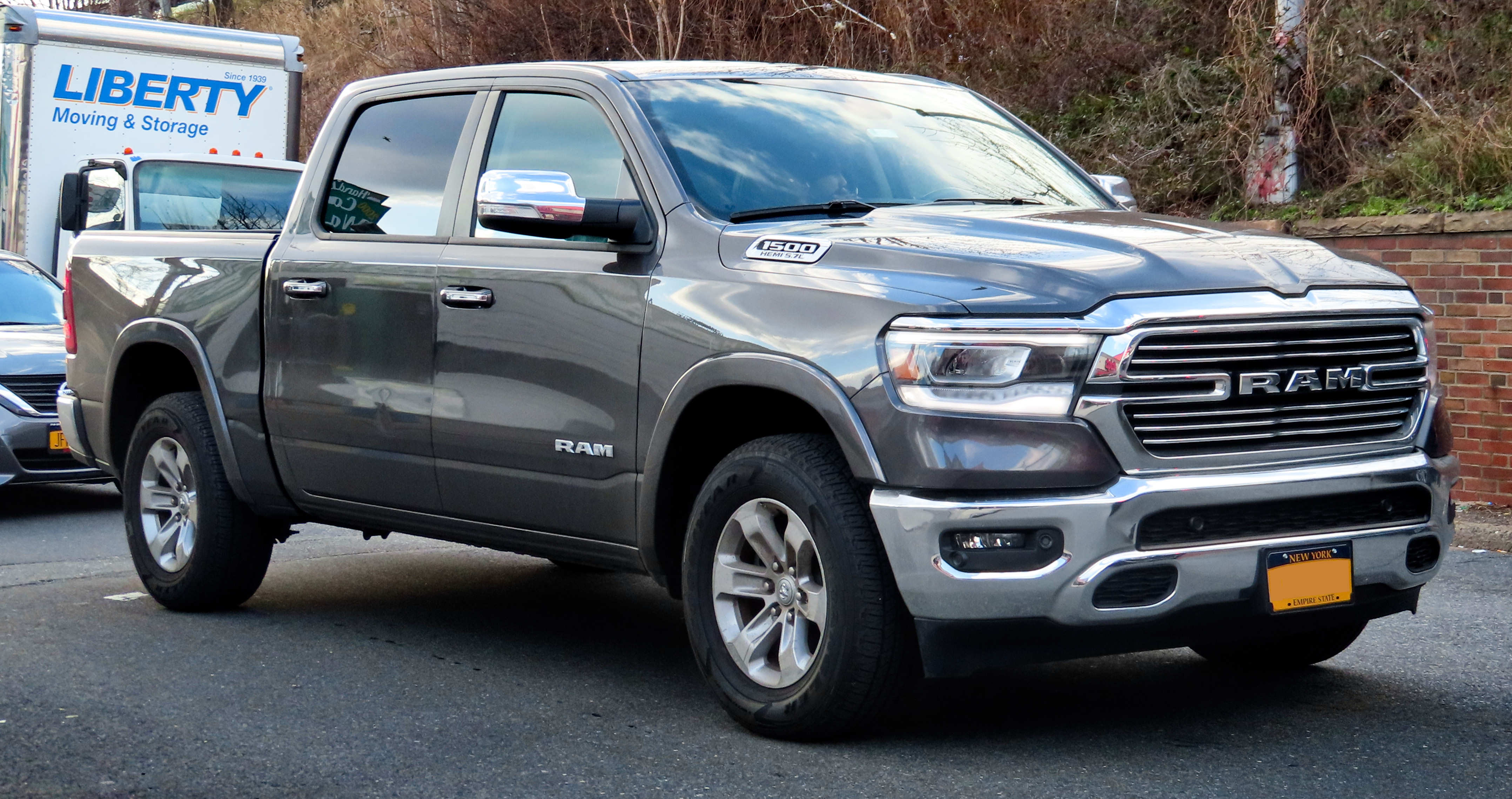
Ram 1500

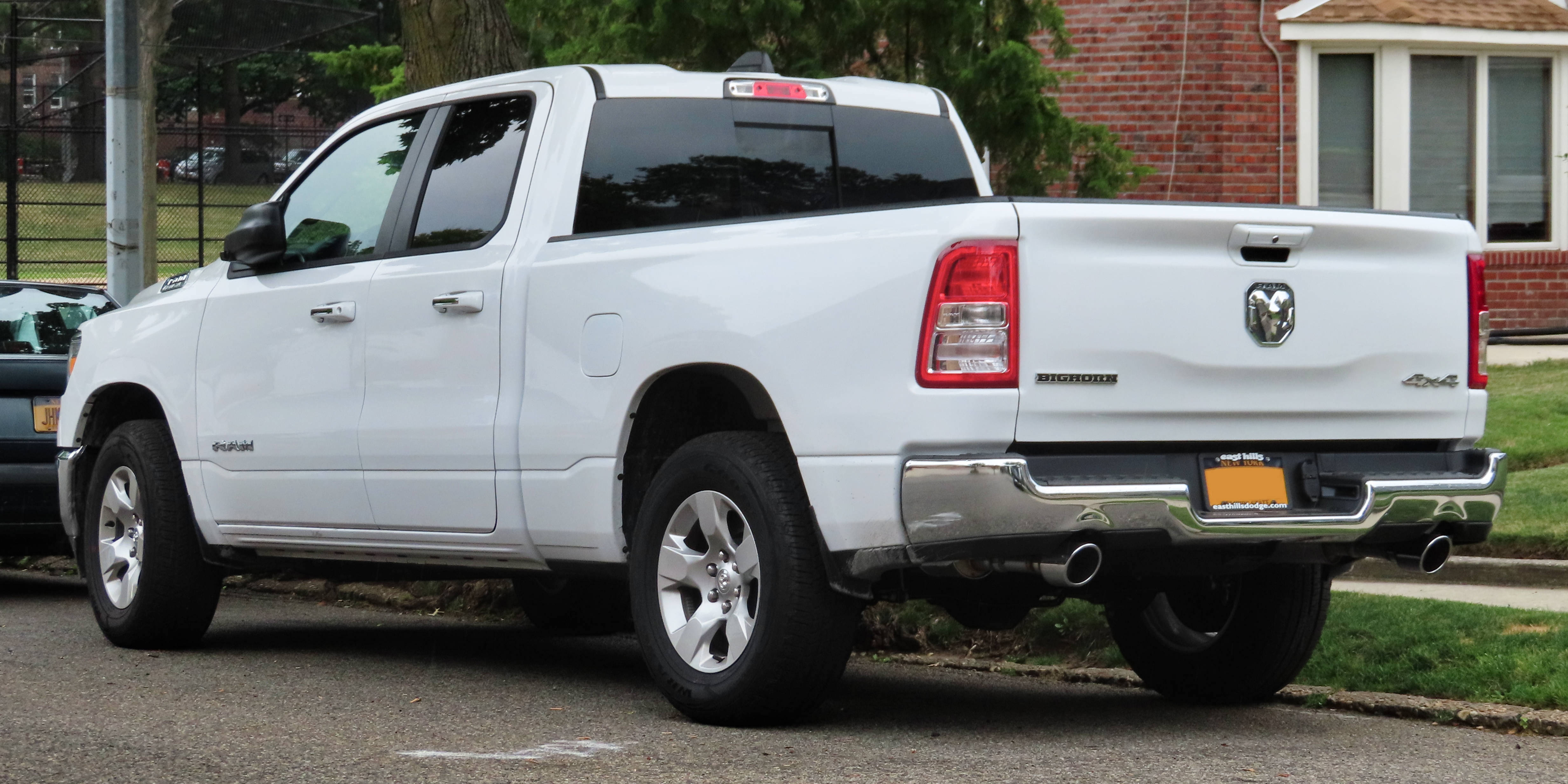
Ram 1500

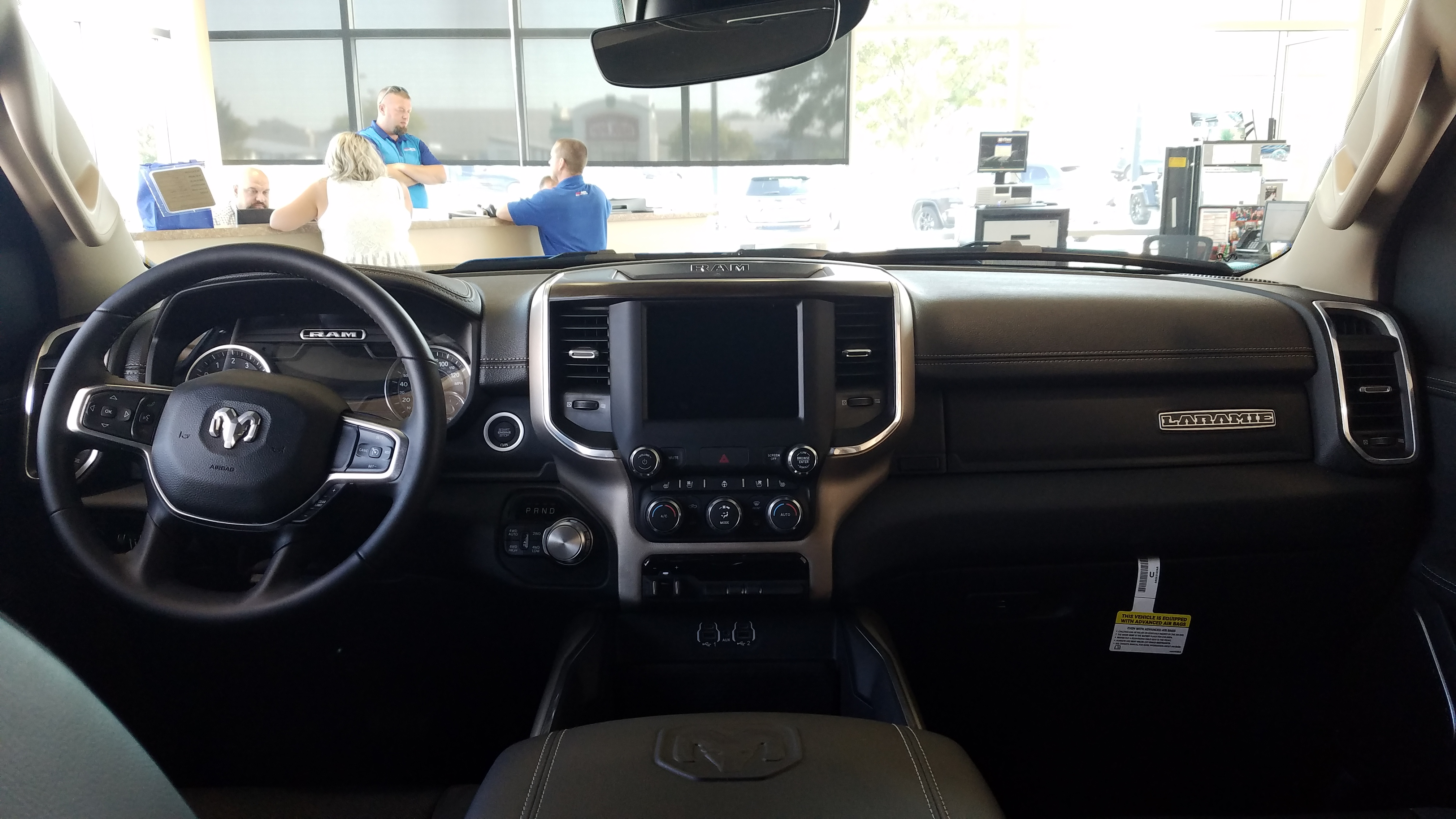

Ram 1500 п'ятого покоління дебютував 15 січня 2018 році на Північноамериканському міжнародному автосалоні в Детройті.
В конструкції переважає високоміцна сталь (рама на 98 % складається з неї), а на алюмінієвий кузов ніхто не наважився, економія склала 102 кг. Вантажівка тепер здатна перевозити 1043 кг вантажу (було 816 кг) і буксирувати майже шеститонний причіп (раніше менше п'яти). Разом з тим коефіцієнт аеродинамічного опору знижений на 9 % — до 0,357.
Лінійка силових складається з атмосферних V6 3.6 Pentastar (309 к.с., 365 Нм), V8 5.7 HEMI (401 к.с., 556 Нм) і восьмиступінчастої АКПП. Новий Jeep Wrangler допоміг перетворити пікапи в «помірні гібриди» з системою eTorque. Тут стартер-генератор з 48-вольтовою батареєю ємністю 0,43 кВт/год дозволяє короткочасно додати моторам тяги (122 і 176 Нм відповідно) для швидкого прискорення з місця і частіше застосовувати дезактивацію циліндрів, щоб економити паливо. 3.0 турбодизель V6 повернеться в список пізніше. У США новий Ram 1500 надійде в продаж до початку весни 2018 року.

### Ram 1500 TRX

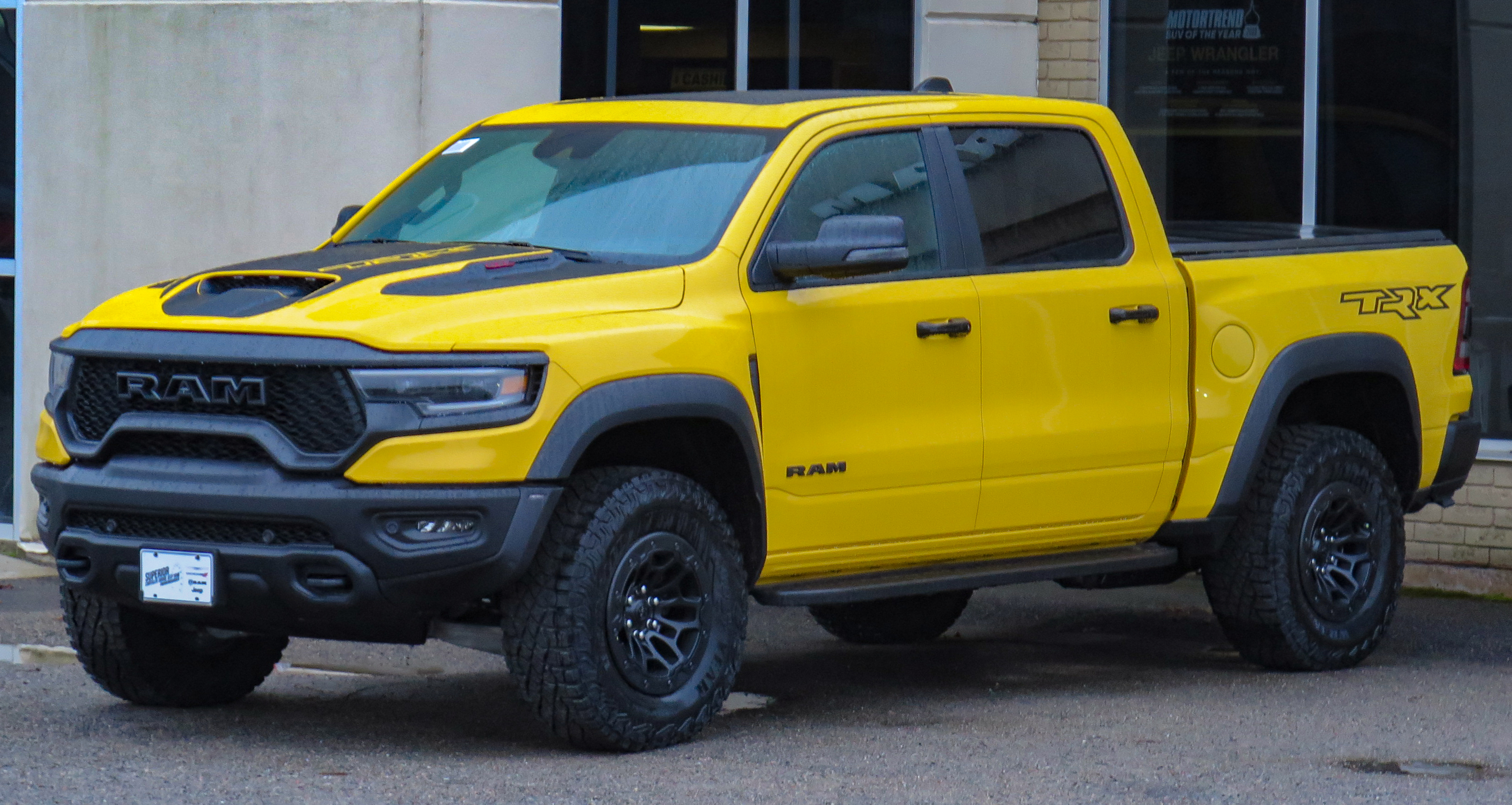
Ram 1500 TRX

17 серпня 2020 року дебютував Ram 1500 TRX. Пікап отримав компресорний двигун Hemi V8 6.2 л потужністю 712 к.с. і 881 Нм. Розгін від 0 до 97 км/год новинки з 8-ст. АКПП займає 4,5 с, а з місця до 160 км/год вистрілює за 10,5 с. При цьому відстань в чверть милі (402 м) Ram TRX покриває за 12,9 с, а максимальна швидкість пікапа досягає 190 км/год. Ціни на модель стартують від $69 995 в США та вперше анонсовано продаж моделі через офіційних імпортерів в Європі.

### Ram 1500 REV

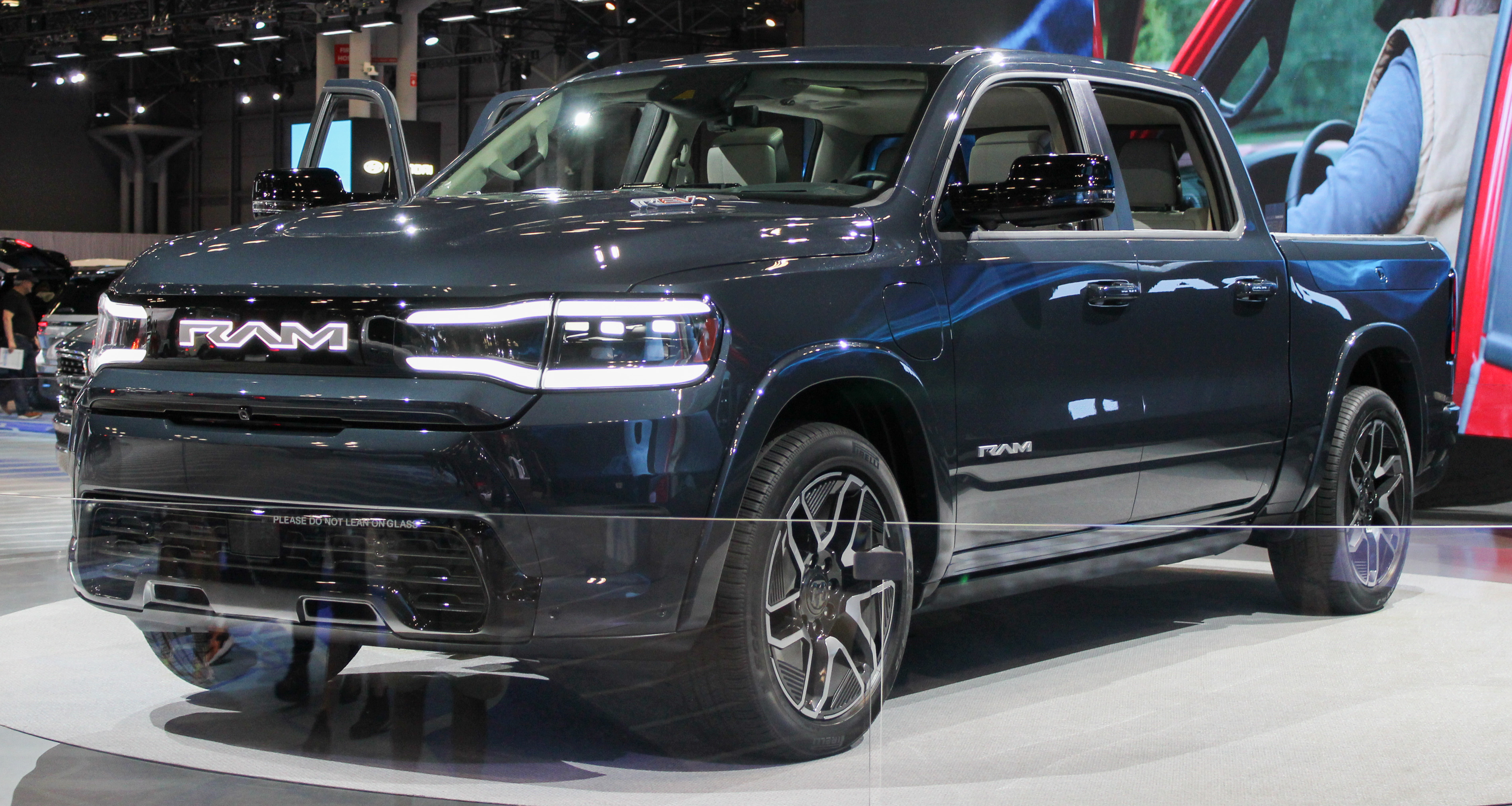
Ram 1500 REV

Створений на основі нової рамної платформи STLA Frame, повністю електричний Ram 1500 REV з нульовим рівнем викидів. Загальний запас ходу 350 миль із стандартними 168 кіловат-годинним акумулятором або збільшений загальний запас ходу до 500 миль із додатковим великим акумулятором на 229 кіловат-годин. Розгін з 0-60 миль/год за 4,4 секунди, використовувати потужність 654 к.с. і 840 Нм.

### Ram Heavy Duty

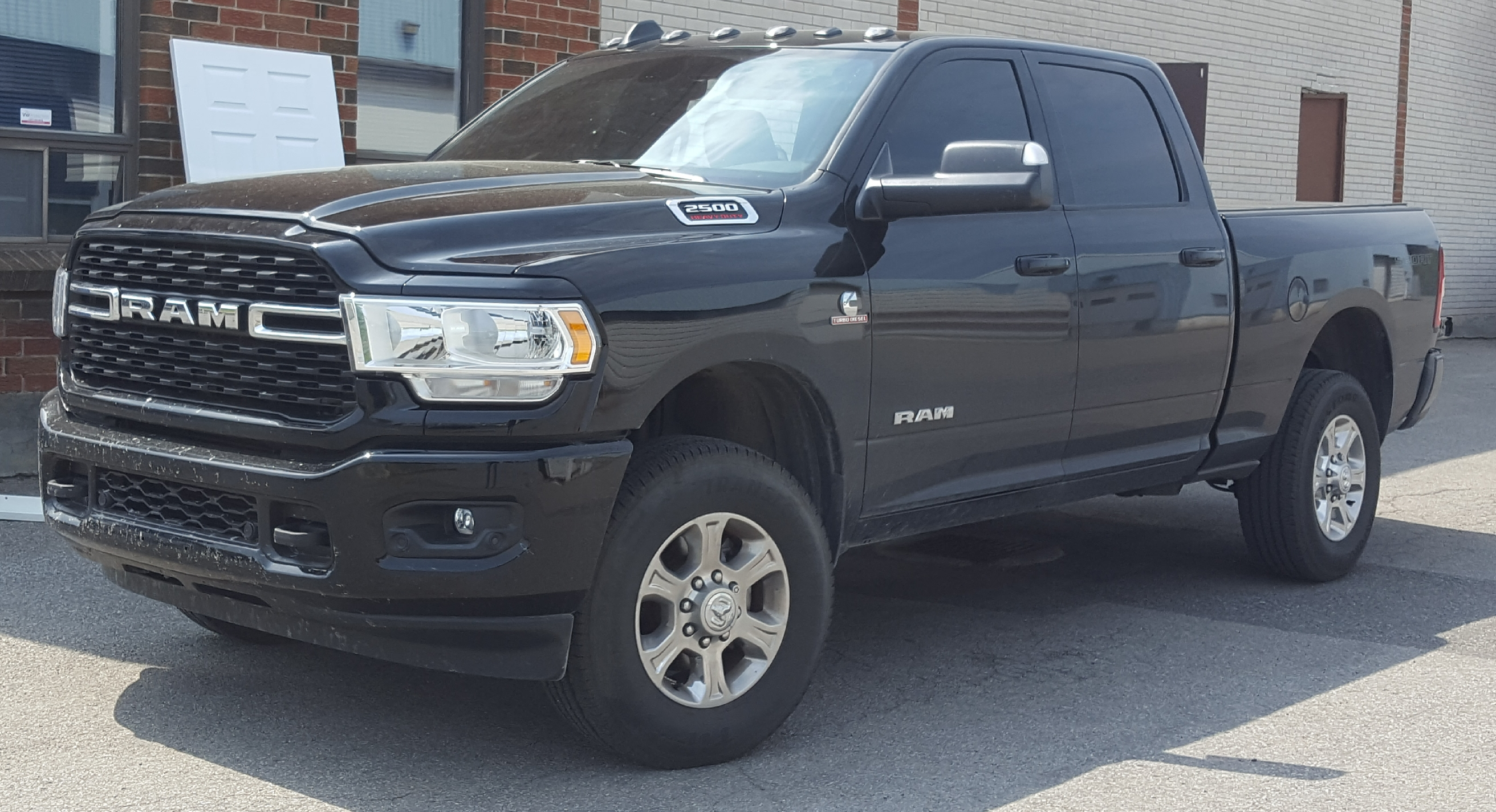
Ram 2500 DT Double Cab

В січні 2019 року представлено оновлену серію Ram Heavy Duty. Нова рама на 98,5 % складається з високоміцної сталі. Змінилися налаштування підвіски, силові агрегати, системи безпеки, медіацентр, дизайн зовні і всередині.
В якості опції на Ram 2500 і Ram 3500 доступна пневматична підвіска Active-Level, яка допоможе при навантаженні/розвантаженні. Деталі з полегшених матеріалів, наприклад алюмінієвий капот, дозволили знизити масу в середньому на 65 кг. Ізоляція від шумів і вібрацій вийшла на наступний рівень.

### Ram Chassis Cab

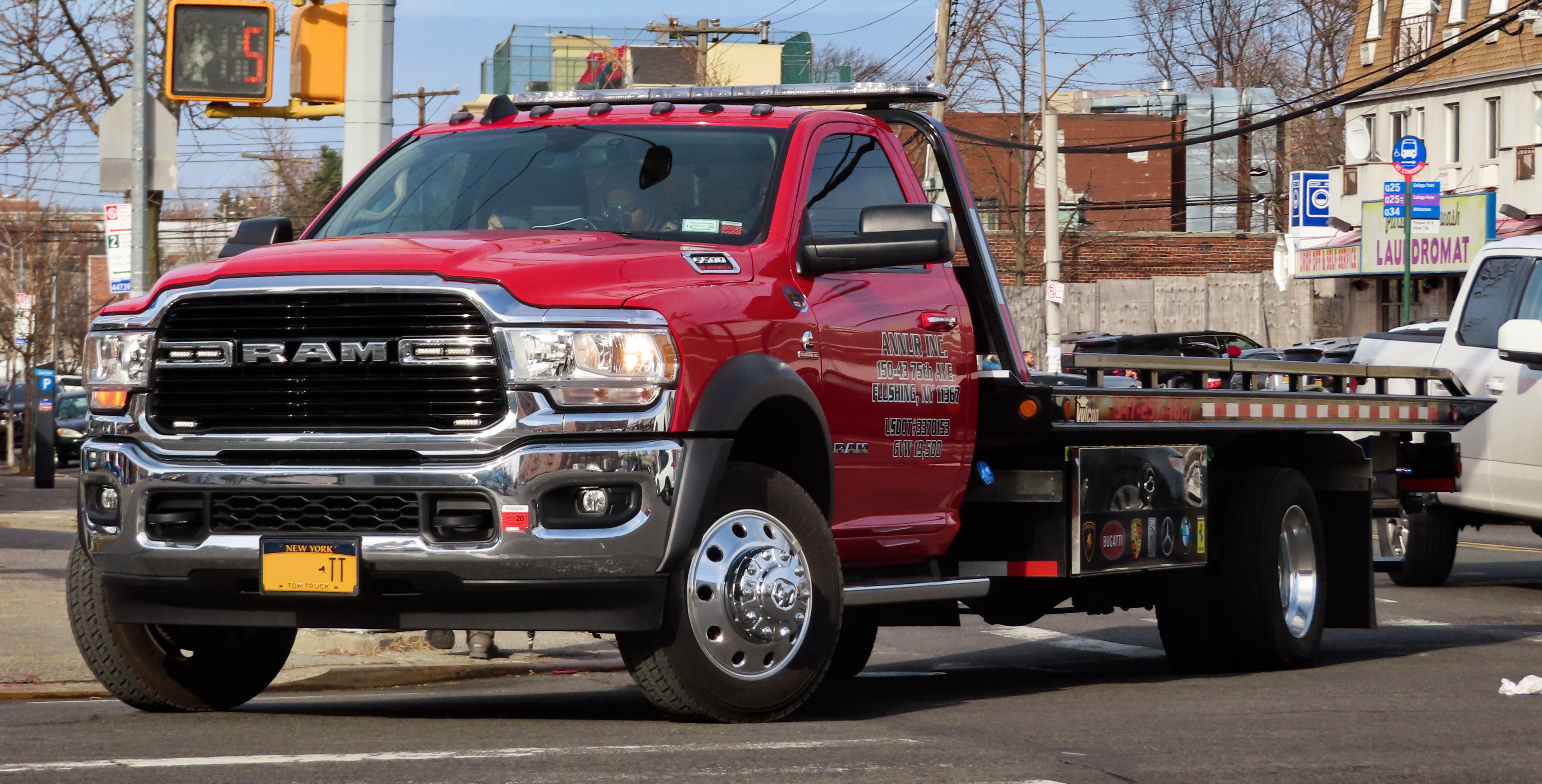
Ram 5500 6.7L Diesel chassis

На Чиказькому автосалоні 2019 року компанія показала лінійку комерційних шасі Chassis Cab.
Шасі Ram Chassis Cab мають вантажопідйомність 5,7 тонни, повну масу 19,5 тонни і можуть буксирувати причіп вагою до 16 тонн. Вантажівки лінійки Ram Chassis Cab доступні в конфігураціях 3500, 4500 і 5500, що відповідає класам 3, 4 і 5 за американською класифікацією.
Під капотом знаходиться оновлений 6,7-літровий рядний шестициліндровий турбодизель Cummins, потужністю 360 к.с. і 1083 Нм крутного моменту і 6,4-літровий бензиновий HEMI V8 потужністю 410 к.с. і крутним моментом 581 Нм (370 к.с. на моделях 4500 і 5500).

### Двигуни
Ram 1500
- 3.6 л Pentastar V6 309 к.с., 365 Нм
- 5.7 л HEMI V8 401 к.с., 556 Нм
- 6.2 л SRT Hellcat Hemi V8 712 к.с. 881 Нм (1500 TRX)
- 3.0 л EcoDiesel Turbodiesel V6 263 к.с., 651 Нм (з 2019)

Ram 2500/3500
- 5.7 л HEMI V8 383 к.с.
- 6.4 л HEMI V8 410—416 к.с. 582 Нм
- 6.7 л Cummins Turbo-diesel Р6 390 к.с., 1356 Нм

Ram 4500/5500
- 6.4 л HEMI V8 370 к.с.
- 6.7 л Cummins Turbo-diesel Р6 360 к.с., 1083 Нм

Ram 1500 REV
- 1 електродвигун 340 к.с., батарея 168 kWh, максимальний запас ходу до 563 км (з 2024)
- 1 електродвигун 340 к.с., батарея 229 kWh, максимальний запас ходу до 805 км (з 2024)
- 2 електродвигуни 663 к.с. 840 Нм (з 2024)

## Продажі
| Календарний рік | США     | Канада | Всього  |
| --------------- | ------- | ------ | ------- |
| 1998            | 350,275 |        |         |
| 1999            | 428,930 |        |         |
| 2000            | 380,874 |        |         |
| 2001            | 344,538 |        |         |
| 2002            | 396,934 |        |         |
| 2003            | 449,371 |        |         |
| 2004            | 426,289 | 37,709 | 463,998 |
| 2005            | 400,543 | 37,483 | 438,026 |
| 2006            | 364,177 | 39,837 | 404,014 |
| 2007            | 358,295 | 42,296 | 400,591 |
| 2008            | 245,840 | 42,736 | 288,576 |
| 2009            | 177,268 | 30,621 | 207,889 |
| 2010            | 199,652 | 53,386 | 253,038 |
| 2011            | 244,763 | 62,929 | 307,692 |
| 2012            | 293,363 | 67,634 | 360,997 |
| 2013            | 355,673 | 78,793 | 434,466 |
| 2014            | 439,789 | 86,590 | 526,379 |
| 2015            | 451,116 | 89,908 | 541,024 |
| 2016            | 489,418 | 89,666 | 579,084 |